# Esabo
L’île Esabo est une île sur le fleuve Congo, située en République démocratique du Congo,  près de Yamonongeri, en amont de l’île Elumba. L’île Esabo mesure près de 30 km en longueur.